# Gros manseng
Le gros manseng est un cépage blanc de vigne.
Il est proche du petit manseng, avec des grains nettement plus volumineux. Il n'en a cependant pas toutes ses qualités, surtout pour l'élaboration du jurançon.
Il entre aussi dans la composition des vins du Béarn, du Pacherenc, du Tursan, du Floc de Gascogne et du vin de pays des Côtes de Gascogne.

## Synonymes
Le gros manseng est connu sous les noms gros mansenc, gros manseng blanc, iskiriota zuri handia en Pays basque.